# Ebenezer Grant
Ebenezer Grant (* 2. Quartal 1882 in Burslem; † 1961) war ein englischer, für Burslem Port Vale aktiver Fußballspieler.
Grant spielte für Tunstall Park, bevor er im Januar 1906 als Amateur zu Burslem Port Vale kam. Er gab am 20. Januar 1906, bei einer 0:5-Niederlage gegen Grimsby Town auf der Linksaußenposition sein Debüt in der Football League Second Division, konnte sich über die folgenden Monate aber nicht im Team etablieren. Bis Saisonende kam er zu fünf Einsätzen, in denen er einen Treffer erzielte. Grant verließ den Klub spätestens 1907 wieder, als aus finanziellen Gründen der Rückzug aus der Football League erfolgte. In der Folge spielte er bei den Stafford Rangers in der Birmingham & District League, bevor er wieder im lokalen Fußball von Burslem aktiv war.